# Tautendorf (Turíngia)
Tautendorf é um município da Alemanha localizado no distrito de Saale-Holzland, estado de Turíngia.
Pertence ao Verwaltungsgemeinschaft de Hügelland/Täler.

## Demografia
Evolução da população (31 de dezembro):
| - 1994 - 182 - 1995 - 182 - 1996 - 191 - 1997 - 188 | - 1998 - 196 - 1999 - 193 - 2000 - 182 - 2001 - 182 | - 2002 - 178 - 2003 - 171 |

Fonte: Thüringer Landesamt für Statistik